# Auguste Reymond
Auguste Reymond S.A. (Огюст Реймон) — компания по производству швейцарских часов одноименной марки. Прежнее название фирмы — A.R.S.A.
Auguste Reymond S.A. основана часовым мастером Огюстом Реймоном (1872—1946) в 1898 году. Офис фирмы находится в городе Трамлан, расположенном в кантоне Берн, на северо-западе Швейцарии. Основанием фирмы принято считать открытие в 1898 году производства Fabrique d’Horlogerie Auguste Reymond в Трамелане.
Фирма Auguste Reymond  не входит в группу Swatch, объединяющую многих швейцарских производителей часов, то есть является независимой часовой фирмой. В России данная часовая фирма официально представлена с 1997 года.
Auguste Reymond производит наручные механические часы, наручные часы с кварцевым механизмом, а также часы для слабовидящих и слепых людей с циферблатом Брайля. Наручные механические и кварцевые часы выпускаются под маркой Auguste Reymond. Наручные механические и кварцевые часы для слепых и слабовидящих людей выпускаются под маркой A.R.S.A.
Основная специализация при производстве часов — производство наручных часов «классического» дизайна. Основным набором механизмов (калибров), используемых в механических часах Auguste Reymond являются калибры типа ETA 2893, ETA 2824, ETA 2824-2, AR 9090, Valjoux 7750, Valjoux 7751 и некоторые другие. Нередко механизмы подвергаются дополнительной отделке и полировке. В ограниченных сериях часов (как правило до 500 или 1000 экземпляров) может применяться даже ручная сборка. Наиболее известные часовые коллекции фирмы — Cotton Club и Jazz Age.